# Erecongoa
Erecongoa is een geslacht van hooiwagens uit de familie Assamiidae.
De wetenschappelijke naam Erecongoa is voor het eerst geldig gepubliceerd door Roewer in 1950. 

## Soorten
Erecongoa omvat de volgende 2 soorten:
- Erecongoa gracilis
- Erecongoa granulata